# Himmelska fridens port

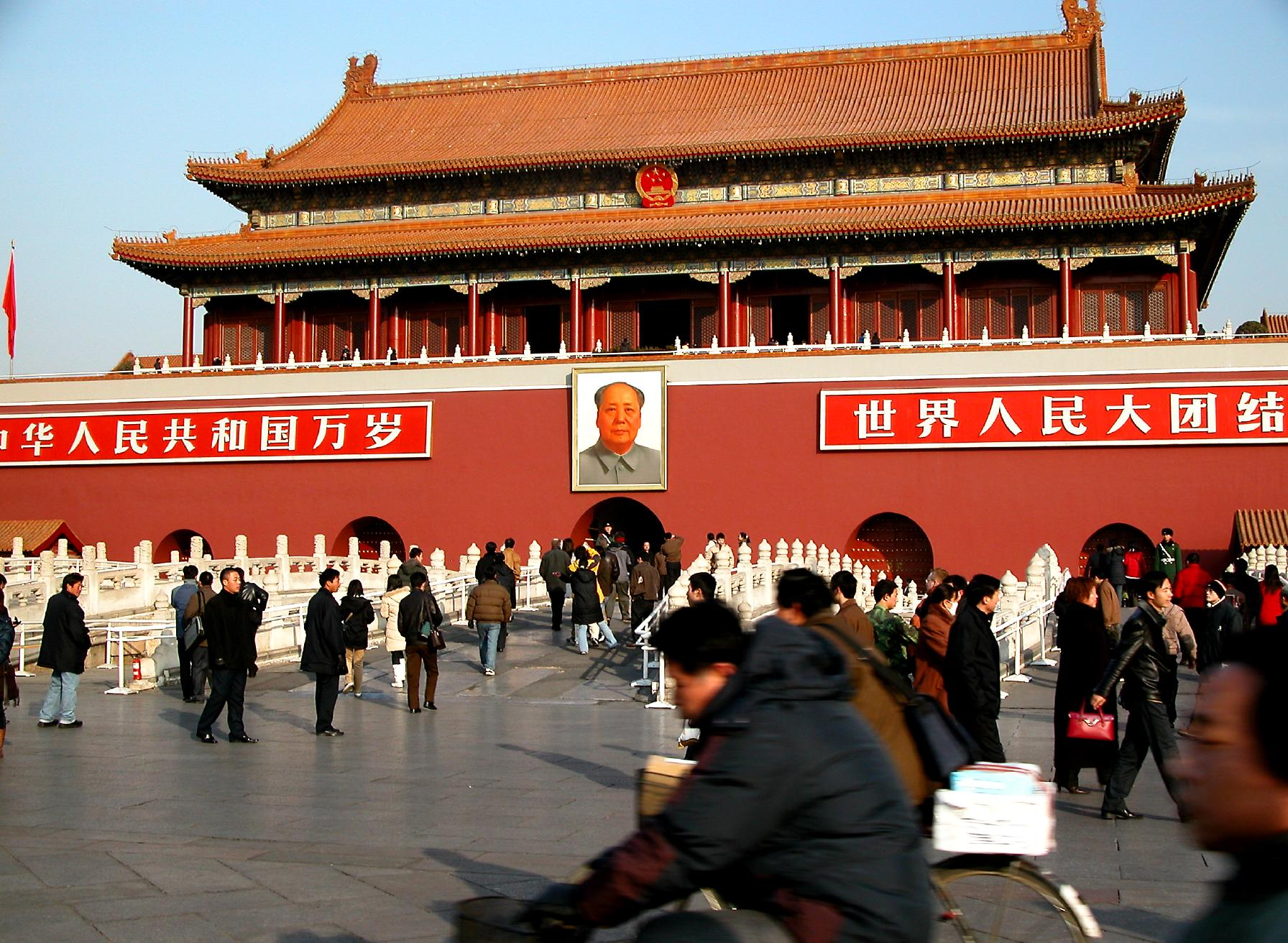
Himmelska fridens port är den första av tre monumentala portar i rad som leder in till Förbjudna staden. Framför porten syns här broarna med vita stenstaket. De går över vallgraven framför muren

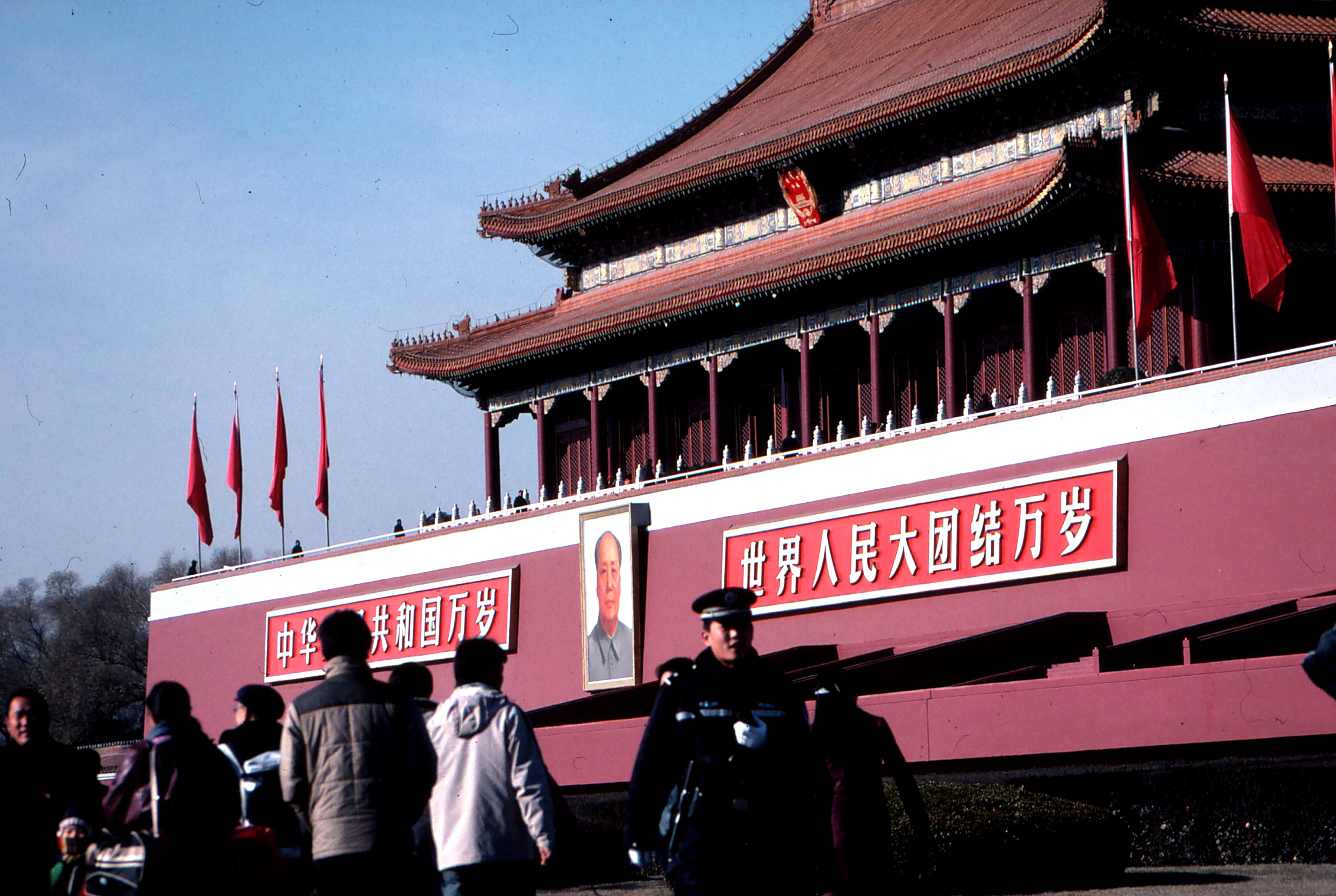
Porten sedd från sidan

Himmelska fridens port (traditionell kinesiska: 天安門; förenklad kinesiska 天安门; pinyin Tiān'ānmén; manchuriska Abkai elhe obure duka), är den massiva stenport som idag utgör huvudingången till Förbjudna staden i Peking i Kina.

## Portens namn

### Det ursprungliga namnet
Porten, som byggdes under den tidiga Mingdynastin, hette ursprungligen Chengtianmen (förenklad kinesiska 承天门; pinyin Chéngtiānmén) "Porten för accepterandet av Himlens mandat" (en segrare i en revolution och hans arvtagare ansågs ha Himlens mandat som kejsare). Den fick sitt nuvarande kinesiska och manchuriska namn 1651, några år efter etablerandet av Qingdynastin efter Mingdynastin.

### Översättning av det längre namnet och av dess förkortning
Portens kinesiska namn består av de kinesiska tecknen för "himmel", "frid" och "port", varför namnet vanligen översätts till "Himmelska fridens port" på svenska. Denna översättning är dock något missvisande då det kinesiska namnet går tillbaka på ett längre uttryck som betyder att "erhålla Himlens mandat, pacificera och styra riket" (受命于天，安邦治國). Portens manchuriska namn, Abkai elhe obure duka kan översättas den "himmelska pacificeringens port", vilket ligger närmare namnets ursprungliga betydelse.

## Historia

### Allmänt om portens ursprungliga symbolik och förhållande till andra portar
Himmelska fridens port ansågs inte ursprungligen vara Förbjudna stadens huvudingång som idag, utan ansågs officiellt istället leda in till Kejsarstaden, staden för kejsardömets ämbetsmän i norra delen av Peking. Förbjudna staden i sig hade i princip endast kejsarfamiljen och särskilda ämbetsmän, eunuck-ämbetsmän, tillträde till.
Himmelska fridens port är också den första av tre portar som leder in till Förbjudna staden. Den tredje och sista porten Wumen "Meridianens port", var ursprungligen officiell huvudingång till Förbjudna staden. Den mellanliggande porten kallades Duanmen (pinyin: Duānmén, förenklad kinesiska: 端门; traditionell kinesiska: 端門; ), som betyder "det Upprättståendes [eller] Beståendes port". Duanmen ser ungefär likadan ut som Himmelska fridens port med endast ett porttorn, medan Wumen däremot är ett porttornskomplex med sammanlagt fem torn.
Inom hela staden var Himmelska fridens port den tredje porten från den yttre stadsmuren sett. Mycket av stadsmuren är idag dock sedan länge rivet för att ge plats åt stora vägar och järnvägar runt det gamla Peking, men vissa portar har återuppbyggts. Porten närmast före Förbjudna staden hette Qianmen, "Kinaporten".

### Byggnadshistoria
Porten uppfördes första gången 1420 och har sedan dess förstörts, återuppbyggts och byggts om flera gånger. Den var ursprungligen inte så massivt byggd som ett stort porttorn som byggnaden är idag. Den såg istället ut som en mer traditionellt utsmyckad och utformad kinesisk port, en så kallad paifang. Denna ursprungliga port byggdes då upp som en exakt kopia av en paifang-port vid kejsarbyggnaderna i Nanjing och denna port ärvde det äldre namnet Chengtianmen (se ovan).
I juli 1457 skadades porten av åskeld, och brann ner helt och hållet. 1465 beordrade Chenghua-kejsaren ministern för konstruktionsministeriet (översättning) Zi Gui (自圭), att se till att återuppbygga porten. Vid detta tillfälle ändrades utförandet och porten fick det utseende den har idag. Under kriget vid Mingdynastin slut fick porten skador igen: 1644 brändes porten nämligen ned av rebeller ledda av Li Zicheng. Efter Qingdynastins etablering och när manchuerna hade lyckats erövra hela det egentliga Kina, började porten 1645 att återuppbyggas igen. Sex år senare 1651 var byggnaden färdig och då fick porten sitt nuvarande namn.
Himmelska fridens port återuppbyggdes och reparerades igen 1969–1970. Porten var då omkring 500 år gammal och byggnaden var nergången, delvis beroende på mycken användning under 1950- och 1960-talen. Porten hade blivit en nationell symbol, och den dåvarande premiärministern Zhou Enlai beordrade att återuppbyggnaden skulle hållas hemlig. Hela byggnaden täcktes av byggnadsställningar, och projektet kallades officiellt för "renovering". Det yttre utseendet blev oförändrat samtidigt som byggnaden gjordes mer motståndskraftig mot jordbävningar och fick moderna bekvämligheter som hiss, vattentillgång och värmesystem.

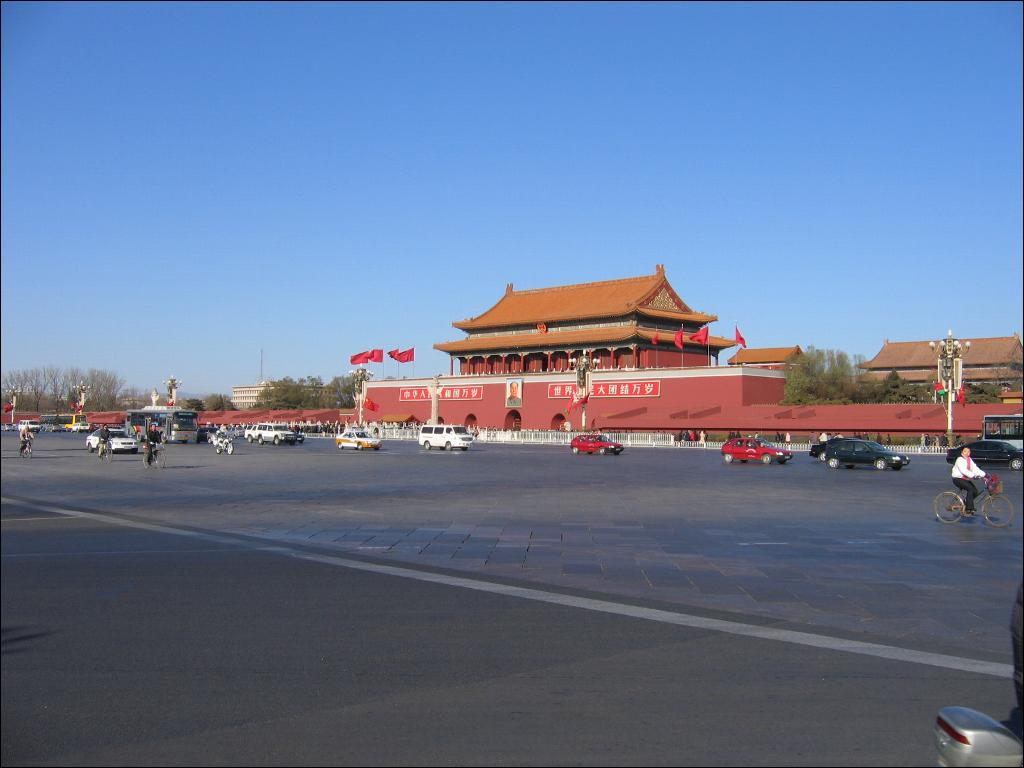
Himmelska fridens torg

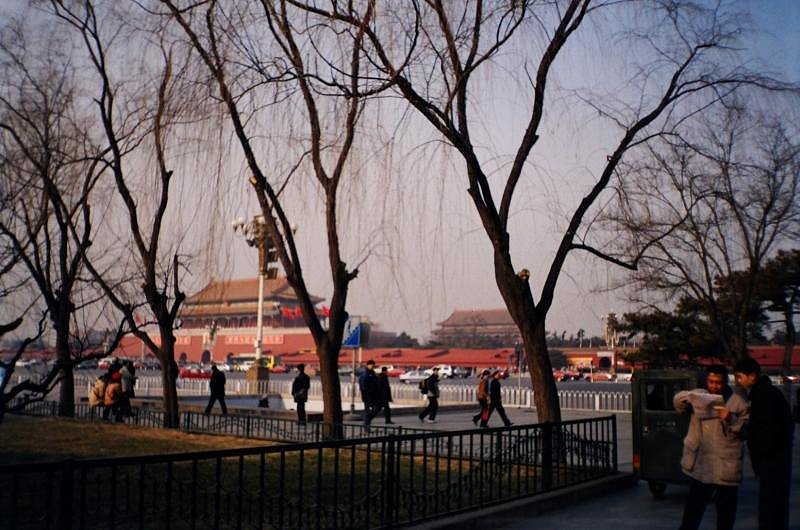
Porten sedd mellan några träd på torget

Mao Zedongs porträtt över ingången

### Märkesår under Folkrepubliken Kina

#### Utropandet av folkrepubliken
Den 1 oktober 1949 utropade Mao Zedong, det Kinesiska kommunistpartiets ordförande, det officiella grundandet av den nya Folkrepubliken Kinas stående på ett podium ovanpå Himmelska fridens port. 1 oktober är sedan dess Folkrepubliken Kinas nationaldag. Himmelska fridens port anses bland annat därför som en så viktig symbol för Folkrepubliken och för Kina i sig att den ingår i det antagna vapnet för Folkrepubliken.

#### Himmelska fridens torg
Porten har även fått ge namn åt det stora torg, på svenska kallat Himmelska fridens torg (traditionell kinesiska: 天安門廣場; förenklad kinesiska: 天安门广场; pinyin: Tiananmen Guángchang). Det planerades och byggdes i centrala Peking under 1950-talet under överinseende av "sovjetiska experter".

#### Porträtt med mera som hängts upp på porten
Genom portens läge framför Förbjudna staden, och genom de historiska händelser som har skett på porten och på Himmelska fridens torg, har porten fått stor politisk betydelse. På 1900-talet har det betytt att porten återkommande har prytts med porträtt över vördade personer, slagord etc. Under folkrepublikens tidigare år, så hängdes vid speciella tillfällen porträtt upp över Sun Yat-sen, Mao Zedong, Marx, Engels, Lenin och Stalin. Hedersplatsen över mittingången reserverades för Sun Yat-sen.
Sedan Mao Zedongs död 1976, har dennes porträtt hängt över mittingången, medan murarna i väster och öster har haft stora plakat; den vänstra lyder: "Länge leve Folkrepubliken Kina" (中华人民共和国万岁), medan den högra lyder "Länge leve den stora enheten av världens folk" (世界人民大团结万岁). Det högra plakatet lydde tidigare "Länge leve Mittens folks regering" (中央人民政府万岁) och båda plakaten är skrivna med de moderna förenklade kinesiska tecknen istället för de traditionella. Uttryckssättet har en särskild symbolisk betydelse. Uttrycket "länge leve" reserverades traditionellt för de kinesiska kejsarna, liksom palatsbyggnaderna i sig. Men frasen kan alltså nu också användas om folket, det officiellt centrala i folkrepubliken.

## Beskrivning av porten och av detaljer i närheten

### Allmänt
Byggnaden är 66 meter lång, 37 meter bred och 32 meter hög. Liksom andra officiella kejserliga byggnader har porten också kejserliga takdekorationer i form av lejonskulpturer på taknocken med mera. Framför porten står två stenlejon och två ytterligare sådana vaktar broarna över vallgraven framför porten. I kinesisk mytologi och kultur anses lejon skydda människor från onda andar.

### Stenkolonnernahuabiao
Två stenskulpturer eller snarare rikt dekorerade stenkolonner, kallade huabiăo (华表), var och en med ett djur (hou) överst, står också framför porten. Ursprungligen gjordes sådana stenkolonner för vanliga människor (undersåtar) för att de skulle kunna meddela sina bekymmer på skrivna besvärslappar som stacks upp i skulpturerna. Stenkolonnerna framför Himmelska fridens port var dock enbart en ren utsmyckning för att framhäva den kejserliga regeringens majestät och storhet.

### Övriga detaljer
Ovanför plakattexterna och Mao Zedongs porträtt finns bakom muren en gång, som ursprungligen var en krenelering, men som nu används som podium under Första majfirandet och under Folkrepublikens nationaldag den 1 oktober. Framför muren finns palatsvallgraven, som fortfarande är fylld med vatten men som idag också innehåller fontäner som dekorativt element.

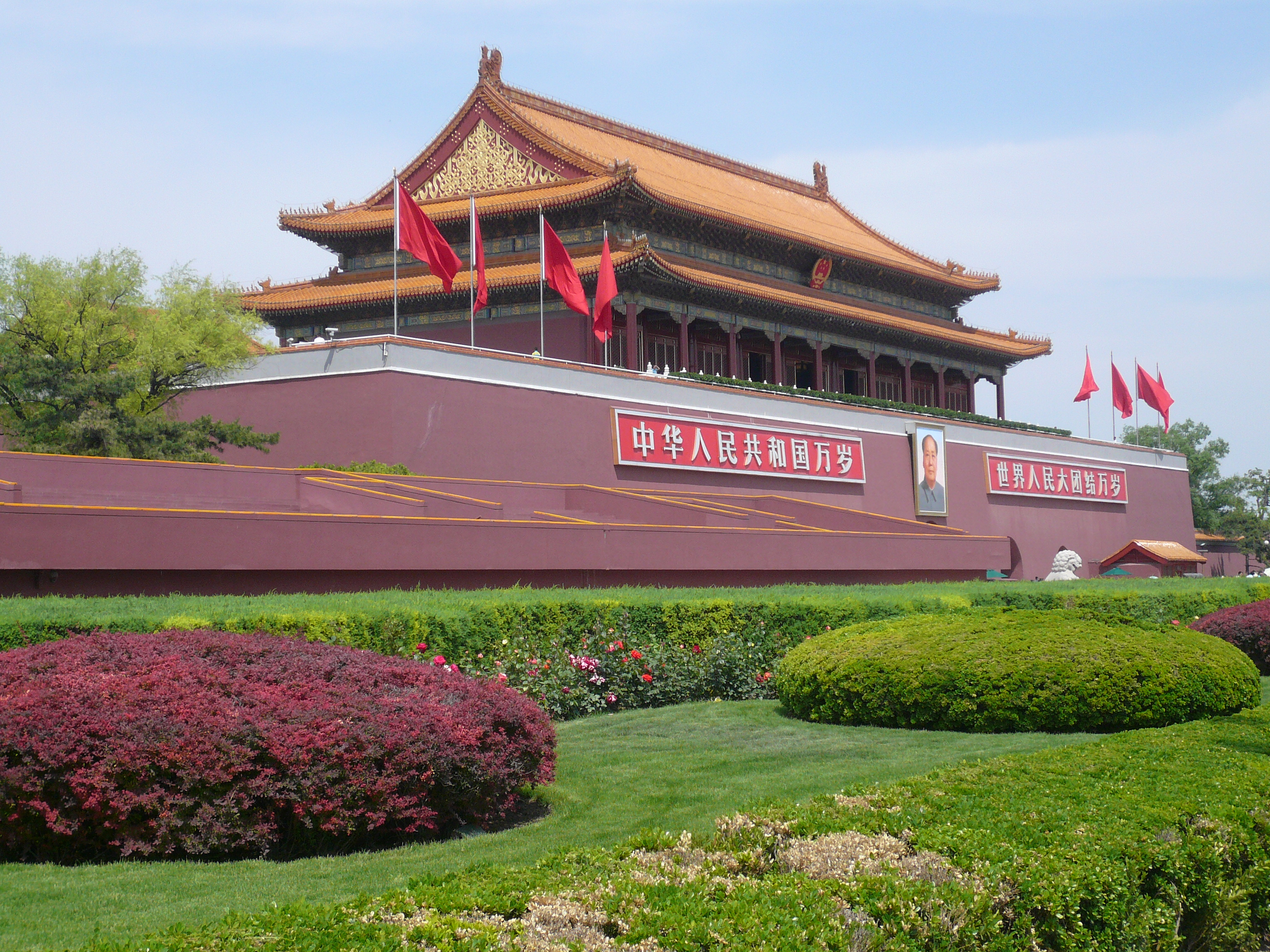
Porten sedd från en grön park vid Himmelska fridens torg, nära vallgraven vid muren
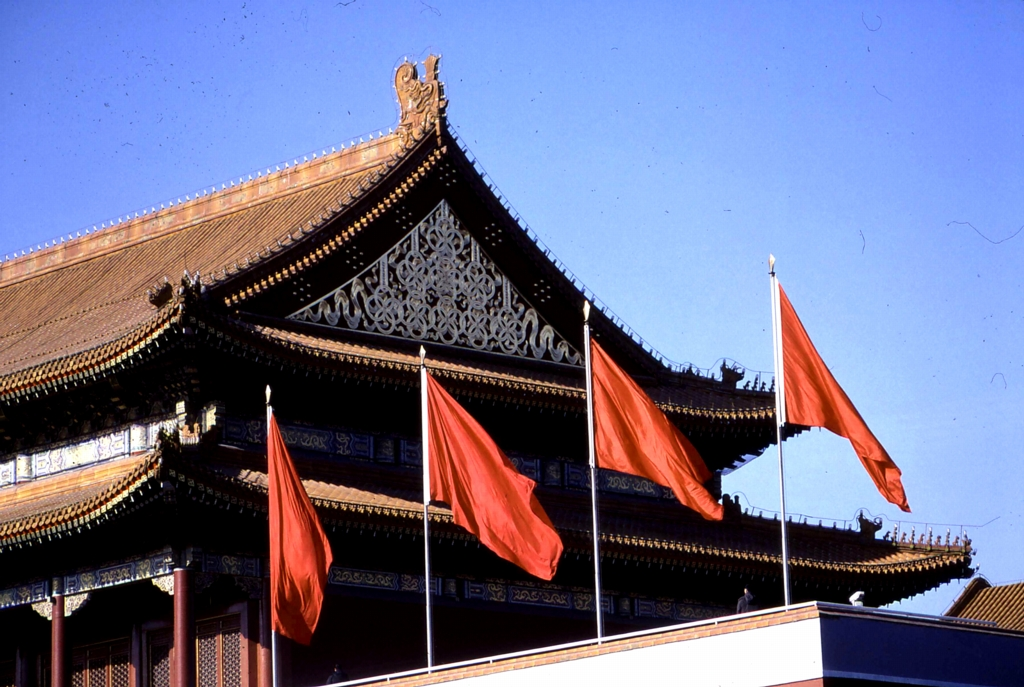
Detaljbild av taket
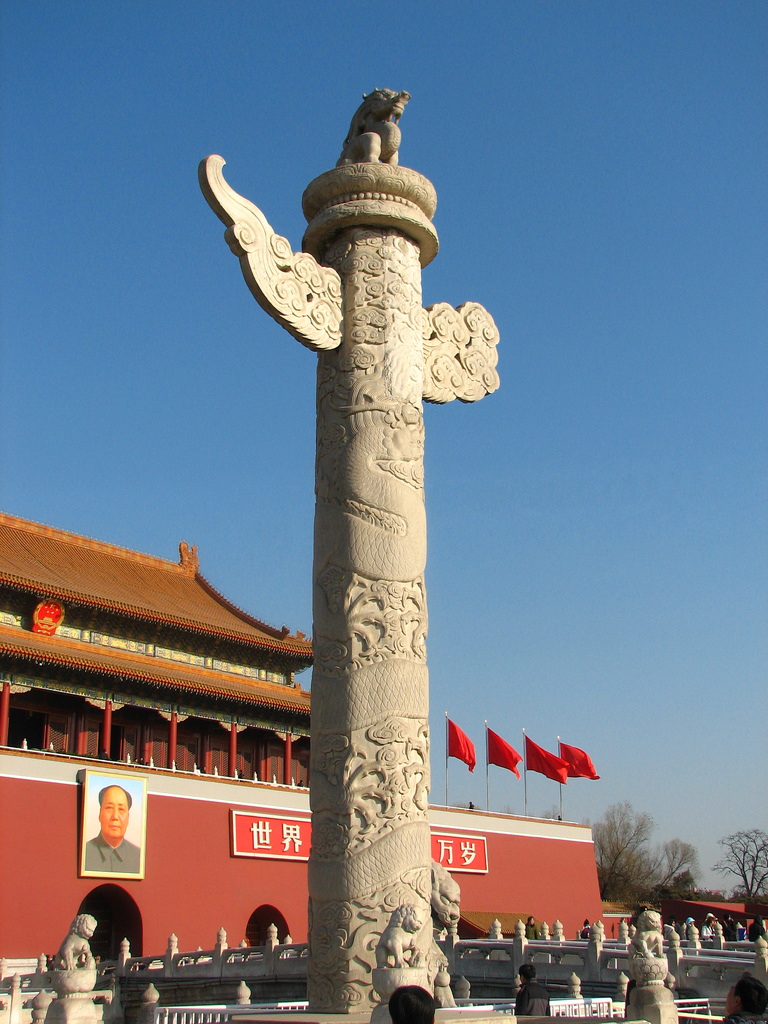
En av de två stenkolonnerna (huabiao) med drak- och fenixdekorationer framför porten. Här syns också de skulpterade stenbroarna över vallgraven